# Михаило Барловац
Михаило Барловац (Барлово, Срез косанички, 17. јули 1822 — Београд, 18. август 1891) био је српски трговац и политичар. За време кнеза Александра Карађорђевића био је столоначелник Совјета.
Био је посланик Београда на Светоандрејској скупштини и њен председник, изабран са највећим бројем гласова. На седници скупштине од 10. децембра 1858. предложио је смењивање Александра Карађорђевића.
После је постао управник двора кнеза Милоша и његов ађутант. У периоду од 6. марта 1861. до 21. августа 1868. био је управник полиције београдске вароши у чину мајора, 1868. је пензионисан.
Био је ожењен Маријом. Њихови су синови Ђорђе (1854-1916) поручник и генерални конзул у Будимпешти, и Радован трговац ожењен Јеленом Карабиберовић, кћерка Перка била је удата за Милана Богићевића.